# Президентские выборы в Колумбии (1918)
Президентские выборы в Колумбии проходили 10 февраля 1918 года. 
На этих выборах члены правящей Консервативной партии разделились между двух кандидатов: министром Марко Фиделем Суаресом, которого также поддерживало духовенство во главе с архиепископом Боготы Бернардо Эррерой Рестрепо, и писателем Гильермо Валенсией, получившим поддержку Республиканского союза и видных либеральных лидеров, таких как Бенджамин Эррера, Эдуардо Сантос и Фидель Кано. 
Либеральная партия также оказалась разделена и также поддерживала Суареса и Валенсию. Меньшинство либералов выдвинуло кандидатуру Хосе Марии Ломбаны Барренече.
В результате победил кандидат консерваторов Марко Фидель Суарес, получивший 54% голосов. Он был приведён к присяге 7 августа 1918 года.

## Результаты
| Кандидат            | Партия                                     | Голоса  | %    |
| ------------------- | ------------------------------------------ | ------- | ---- |
| Марко Фидель Суарес | Консервативная партия                      | 216 594 | 54,0 |
| Гильермо Валенсиа   | Республиканский союз/Консервативная партия | 160 498 | 40,0 |
| Хосе Мария Ломбана  | Либеральная партия                         | 24 041  | 6,0  |
| Прочие кандидаты    | Прочие кандидаты                           | 42      | 0,0  |
| Всего               | Всего                                      | 401 175 | 100  |
| Источник: Nohlen    |                                            |         |      |